# Madonna ze śpiącym Dzieciątkiem i z małym Janem Chrzcicielem
Madonna ze śpiącym Dzieciątkiem i z małym Janem Chrzcicielem (również Madonna z diademem, Madonna del Diadema) – obraz olejny namalowany przez Rafaela lub Gianfrancesca Penniego. Znajduje się w zbiorach Luwru.
Obraz przedstawia Madonnę z Dzieciątkiem Jezus i Janem Chrzcicielem na tle krajobrazu z zabudowaniami Rzymu. Madonna podnosi welon nad Dzieciątkiem, drugą ręką obejmuje Jana Chrzciciela. Madonna ma na głowie niebieski diadem, do którego doczepiono welon.
Kwestią sporną pozostaje autorstwo obrazu. Według jednej z hipotez Rafael jest autorem kompozycji sceny, zaś dalsze prace przeprowadził Gianfrancesco Penni. Za jego autorstwem ma przemawiać dramatycznie potraktowany pejzaż, zastosowana kolorystyka oraz silne kontrasty światłocieniowe, niewystępujące na innych obrazach Rafaela. Według innego źródła autorem dzieła jest wyłącznie Rafael. Sporną kwestią jest również data powstania obrazu, w źródłach pojawiają się daty: 1511, 1512 i 1518. Według jednej z relacji po śmierci Rafaela obraz został podzielony na dwie części. Jedna z nich miała zdobić wieko skrzyni odnalezionej w Pescii. Inny przekaz głosi, że obraz podzielono na trzy części. Scalony obraz znajdował się w zbiorach króla Francji Ludwika XV.